# Makisu

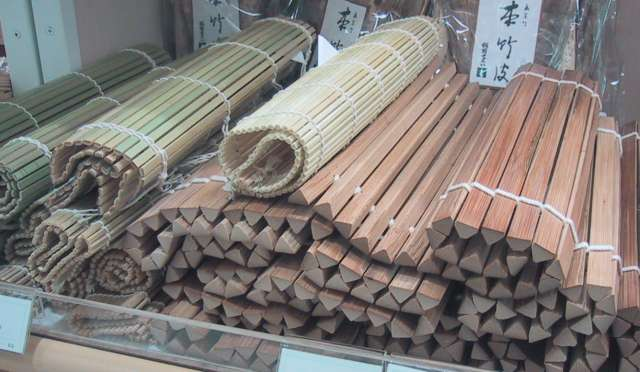
Makisu en diferentes variedades.

Un makisu (巻す?) es una estera enrollable de bambú y algodón usado en la preparación de alimentos. Son comúnmente más usados para hacer una clase de sushi enrollado llamado makizushi (巻き寿司?), pero son usados también para dar formas a tortillas, a escurrir el exceso de líquido en las comidas.
Usualmente son de 25×25 cm, aunque puede variar. Hay dos variaciones, una con tiras de bambú delgadas y otra gruesa. Los expertos consideran que la estera gruesa es más versátil, mientras que el delgado es diseñado especialmente para makizushi.
Después de usarse, un makisu debe ser secado al aire para evitar el crecimiento de hongos y bacterias. Algunos cocinan también cubriendo el makisu con una cubierta plástica que reduce la limpieza después de su uso.
- Datos: Q1462000
- Multimedia: Makisu / Q1462000